# Rhyncholacis penicillata
Rhyncholacis penicillata là một loài thực vật có hoa trong họ Podostemaceae. Loài này được Matthiesen miêu tả khoa học đầu tiên năm 1908.

## Hình ảnh

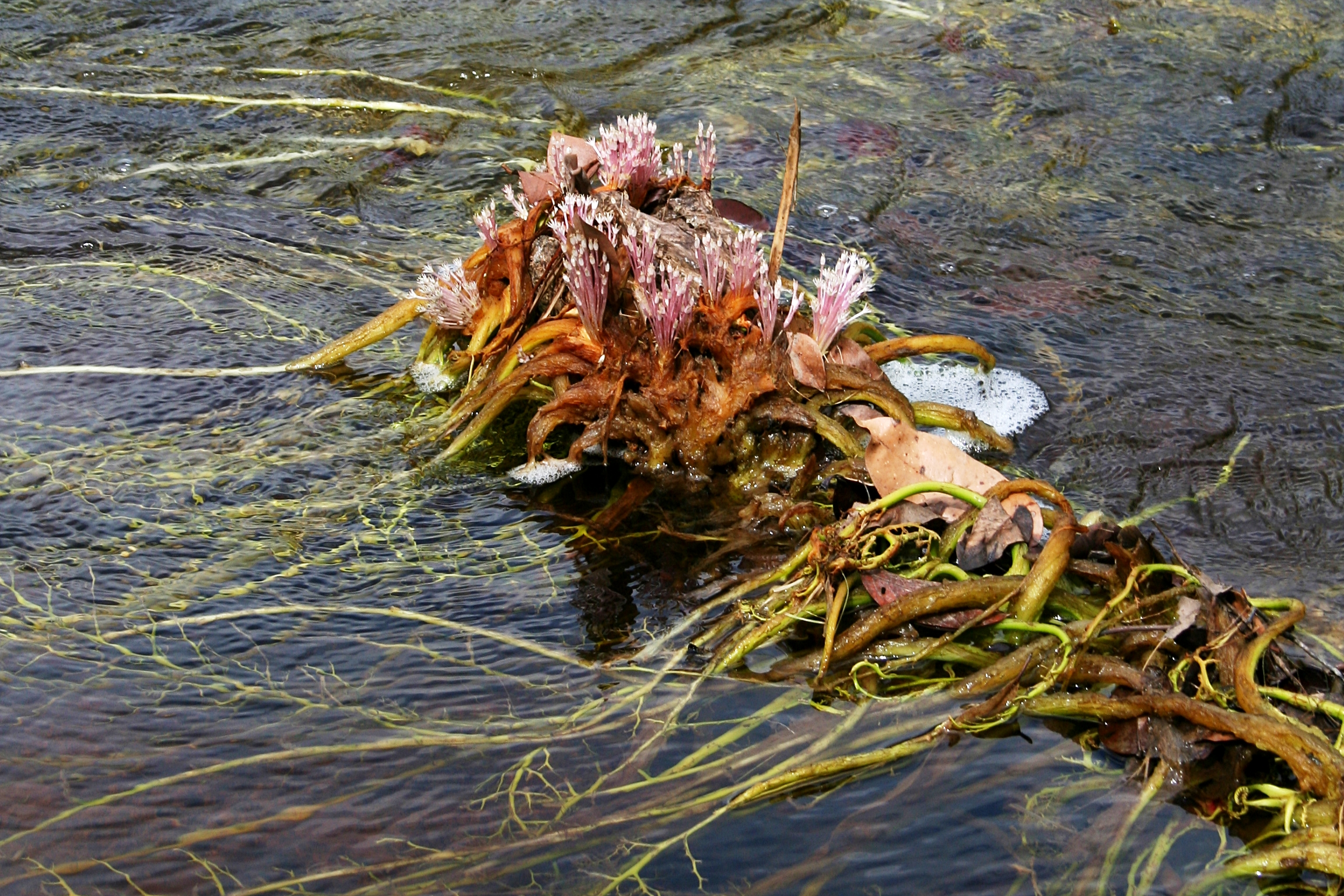